# شعار الجزائر
شعار الجزائر يتكون من شمس تشرق من وراء الجبال، من الوسط: يدٌ مصوغة متناظرة حول الأصبع الوسطى، تكون الأصابع المركزية الثلاث منها مجتمعة، بينما يتخذ أصبعا الأطراف شكل منقار حمامة يحمل غصن زيتون، من الأسفل: الهلال والنجمة،وإلى اليمين صندوق الاقتراع تعلوه ثلاث سنابل مفرّقة وأوراق بلوط، على اليسار: غصن زيتون يحمل ثماراً، يكون متراكبا مع سعفة نخيل وتعلوه سقوف ومداخن مصانع وهيكل للتنقيب عن البترول.

## الوصف
1.شمس مشرقة.
- ترمز إلى حقبة جديدة وَفجر الاستقلال.

2.جبال الأطلس.
3.يد فاطمة.
- رمز تقليدي للحماية وَالحظ السعيد.

4.الحمامتين
- مصوغتان من إبهامي يد فاطمة. ترمز الحمامة لـ(السلام، الحب وَالوفاء، الحرية، التواصل)
  -     - غصنا الزيتون: محمولان بمنقاري الحمامتين.

## معرض لصور شعارات الجزائر السابقة

شعار إيالة الجزائر (1630-1830)
شعار دولة الأمير عبد القادر (1832-1847)

### الجزائر المستعمرةالفرنسية

شعار الدولة لسنوات (1830-1962)
ختم الحاكم العام الفرنسي للجزائر سنة (1865)
شعار الدولة سنة (1950)
شعار الدولة سنة (1962)

### الجزائر المستقلة

شعار الدولة /الحكومة الجزائرية المؤقتة سنة (1958-1962)
شعار الجزائر المستقلة سنة (1962-1971)
شعار الدولة سنة (1971-1976)

## وصلات خارجية
- الموقع الرسمي لقصر الرئاسة الجزائرية